# Amazonas 1
L'Amazonas 1 o Hispasat 55W-1 va ser un satèl·lit de comunicacions d'Hispasat. Va ser posat en òrbita el 5 d'agost de 2004. Amb una massa de 4,5 tones, el satèl·lit Amazonas 1, basat en la plataforma estabilitzada en tres eixos Eurostar 3000s d'Astrium, estava equipat amb un total de 63 transponedors equivalents, dels quals 36 operaven en banda Ku i 27 en banda C.
Era un dels satèl·lits més grans i amb major nombre de transponedors d'Iberoamèrica.
El satèl·lit Amazones 1 va destacar per la capacitat d'oferir dins i fora de Brasil serveis de comunicacions tant en banda C com en banda Ku. A Iberoamèrica la banda Ku se circumscriu en l'actualitat bàsicament a la prestació de serveis de distribució i difusió de televisió (DTH). La seva utilització en serveis empresarials i en banda ampla suposa un salt qualitatiu i tecnològic molt important en les comunicacions satel·litàries del continent.
L'Amazonas 1 a més incorporava els últims avanços tecnològics, provats en vol, a l'àrea d'antenes, repetidors i plataforma. En 2013 va ser reemplaçat per Amazones 3 per falles en les seves bateries però va ser re-posicionat en l'òrbita 36 W.
Finalment el satèl·lit es va traslladar a l'òrbita cementiri i desactivat el 23 de juny de 2017.

## Cobertura
El satèl·lit Amazones 1 té 2 cobertures:
1. Cobertura de Banda Ku, la qual es divideix en.
  1. Cobertura d'Europa
  2. Cobertura d'Amèrica del Nord
  3. Cobertura de Sud-amèrica
  4. Cobertura del Brasil

1. Cobertura de Banda C, la qual cobreix tota Amèrica.